# Arcore
Arcore (IPA: /ˈarkore/, Árcur in dialetto brianzolo) è un comune italiano di 17 956 abitanti della provincia di Monza e della Brianza in Lombardia.
Si trova nella pianura padana a nord-est di Milano, da cui dista 21 km, in prossimità delle due più importanti città della provincia brianzola, Monza (6 km) e Vimercate (4 km)
La testimonianza archeologica più antica rinvenuta ad Arcore è rappresentata da una lastra marmorea dedicata a tale Giulia Drusilla, databile al I secolo, mentre i primi accenni documentati che nominano la comunità arcorese si rifanno a pochi documenti risalenti al IX secolo.
Il paese è inoltre noto in quanto all'interno del suo territorio si trovano l'ex Villa Giulini-Casati-Stampa, ora Villa San Martino, e la Villa Borromeo d'Adda.

## Geografia fisica

### Territorio
Il territorio di Arcore è esteso per 9,33 km² e sorge nel bacino fluviale compreso tra i fiumi Lambro e Molgora, nel centro della Pianura padana.
Confina con i comuni di Biassono, Camparada, Concorezzo, Lesmo, Usmate Velate, Villasanta e Vimercate.

### Geologia e morfologia
La formazione geologica del territorio arcorese è costituita da un terreno fluvioglaciale, nonché da depositi morenici provenienti dalle colline brianzole. Il sottosuolo è ricco di argilla ed è poco poroso. Inoltre vi sono alcune falde acquifere a diverse profondità.
(Don Luigi Gaiani, Insieme, anno XXIII, n° 3, novembre/dicembre 2005)

### Clima
Arcore, e più in generale la Brianza, gode di un clima temperato, mediamente umido in tutte le stagioni, con estati calde e afose ed inverni freddi e con percentuali di precipitazioni (soprattutto di carattere nevoso) non molto alte.
I dati provenienti dalla Stazione meteorologica di Milano Brera indicano, in base alla media trentennale di riferimento (1961-1990) per l'Organizzazione meteorologica mondiale, la temperatura media del mese più freddo, gennaio, si attesta attorno ai 3,1 °C; quella del mese più caldo, luglio, è di circa +4,6°. Valori inferiori si registrano nelle campagne circostanti dove l'effetto "isola di calore" è assente.
Le precipitazioni medie annue sono di 895 mm, mediamente distribuite in 81 giorni, con picco autunnale, massimo secondario primaverile e minimo invernale ed estivo.
| Milano Brera                       | Mesi   | Mesi   | Mesi   | Mesi   | Mesi   | Mesi   | Mesi   | Mesi   | Mesi  | Mesi  | Mesi   | Mesi   | Stagioni | Stagioni | Stagioni | Stagioni | Anno |
| Milano Brera                       | Gen    | Feb    | Mar    | Apr    | Mag    | Giu    | Lug    | Ago    | Set   | Ott   | Nov    | Dic    | Inv      | Pri      | Est      | Aut      | Anno |
| ---------------------------------- | ------ | ------ | ------ | ------ | ------ | ------ | ------ | ------ | ----- | ----- | ------ | ------ | -------- | -------- | -------- | -------- | ---- |
| T. max. media (°C)                 | 5,4    | 8,1    | 13,0   | 17,6   | 21,8   | 26,3   | 29,2   | 27,6   | 23,9  | 17,4  | 10,6   | 6,4    | 6,6      | 17,5     | 27,7     | 17,3     | 17,3 |
| T. min. media (°C)                 | 0,8    | 2,7    | 6,1    | 9,6    | 13,3   | 17,1   | 19,9   | 19,0   | 16,2  | 11,2  | 6,0    | 1,6    | 1,7      | 9,7      | 18,7     | 11,1     | 10,3 |
| Precipitazioni (mm)                | 66     | 58     | 80     | 70     | 93     | 69     | 62     | 85     | 66    | 102   | 94     | 50     | 174      | 243      | 216      | 262      | 895  |
| Giorni di pioggia                  | 7      | 6      | 8      | 7      | 8      | 7      | 5      | 7      | 5     | 7     | 8      | 6      | 19       | 23       | 19       | 20       | 81   |
| Eliofania assoluta (ore al giorno) | 2,9    | 3,7    | 4,6    | 5,6    | 6,9    | 7,1    | 8,1    | 7,3    | 5,2   | 4,1   | 2,4    | 2,3    | 3,0      | 5,7      | 7,5      | 3,9      | 5,0  |
| Vento (direzione-m/s)              | NW 2,3 | SE 2,4 | SE 2,6 | SE 2,8 | SW 2,7 | SW 2,6 | SW 2,5 | SE 2,4 | E 2,3 | E 2,3 | SE 2,3 | NW 2,2 | 2,3      | 2,7      | 2,5      | 2,3      | 2,4  |

### Idrologia
Arcore, benché sita a pochi chilometri dal fiume Lambro, non è attraversata da importanti corsi d'acqua fatta eccezione per il torrente (o rio) Molgorana, ad oggi in parte coperto ed interrato (in ambito cittadino) per far posto alla via Casati, importante arteria stradale tra le più trafficate del paese. Prosegue invece a cielo aperto nelle aree meno urbanizzate e "selvatiche" del comune.

### Sismologia
Dal punto di vista sismico presenta un rischio molto basso e distribuito in modo uniforme su tutto il territorio. Il comune è stato infatti classificato come zona 4 (bassa sismicità) dalla protezione civile nazionale.

## Storia

### Le origini e l'epoca romana

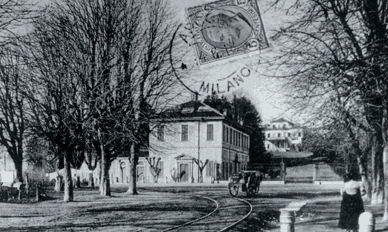
Via Roma e Villa Borromeo d'Adda, sullo sfondo, fotografia della fine del XIX secolo.

Sull'origine di Arcore non esiste documentazione certa: dall'etimologia si può dedurre un'origine romana. L'etimologia del nome Arcore è infatti controversa: alcuni lo ricollegano al semidio Ercole, per il cui culto forse sorgeva un tempio in suo onore, altri lo associano ad un arco eretto dai romani.
Ciò potrebbe far supporre, pur con i dovuti accorgimenti, una possibile nascita del borgo di Arcore fin dall'epoca romana. Ad avallare questa ipotesi concorrono diversi elementi: com'è infatti noto, all'epoca della conquista romana, il territorio rurale veniva suddiviso in centurie, secondo le linee incrociate del cardo e del decumano. Questa centuriazione serviva per fare le assegnazioni di terre ai cittadini delle colonie di nuova fondazione; tracce di tale suddivisione sono ancora visibili sui rilevamenti cartografici della fine dell'Ottocento, mettendo in evidenza resti di centuriazione localizzati intorno a quella che oggi è la Cascina del Bruno. Da Arcore passava la via Spluga, strada romana che collegava Milano con il passo dello Spluga.
È inoltre recentemente emerso che il territorio dell'attuale comune era attraversato, in epoca romana, dalla strada che univa Mediolanum a Leucum, passando per Modicia. Nell'area dove si è successivamente evoluto il paese di Arcore erano poste due pietre miliari: la prima, che contrassegnava una stazione di posta, si trovava all'altezza dell'attuale Cascina Sentierone, mentre la seconda presumibilmente nel luogo dove poi sorse il monastero benedettino di Sant'Apollinare.
A questa documentazione si collega l'epigrafe riportata su una lastra marmorea romana, unica testimonianza archeologica ritrovata ad Arcore, ora conservata presso il Civico museo archeologico di Milano.

### Il Medioevo e l'età Moderna

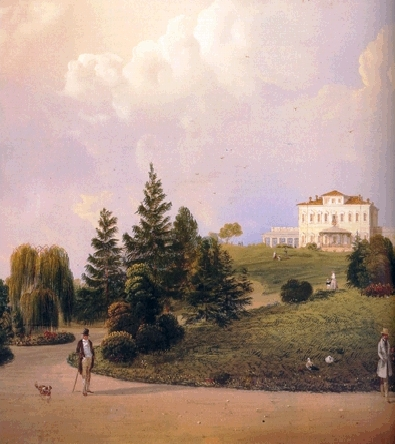
Raffigurazione della Villa Borromeo, olio su tela, datazione incerta ma compresa tra la fine del XVIII secolo e l'inizio del XIX

I documenti più antichi finora ritrovati risalgono al IX secolo e sono relativi a donazioni alle chiese locali da parte di abitanti di "vico Arcole" o "loco Arculi".
Arcore, nel medioevo, appartiene alla pieve di Vimercate ed è segnalata la presenza di due monasteri: il monastero benedettino di San Martino e la casa delle Umiliate a Sant'Apollinare.
Nel trecentesco Liber Sanctorum di Goffredo da Bussero è citata la chiesa di Sant'Eustorgio che diverrà la parrocchia della comunità ai tempi di san Carlo Borromeo.
Dal XVI secolo, quando il paese era chiamato Arcone, diverse famiglie nobiliari lombarde (Casati, Durini, Giulini, Vismara, D'Adda, Barbò) spostano la propria residenza lungo tutta la Valle del Lambro e la Bassa Brianza e vi edificano importanti ville di delizia, tra cui ad Arcore la Villa Borromeo d'Adda, la Villa "La Cazzola" e la Villa San Martino (già Giulini Della Porta, Casati, Stampa di Soncino), favoriti dalla buona collocazione geografica e dalle agevoli comunicazioni. La costruzione dell'attuale chiesa parrocchiale risale al 1759.
A metà del Settecento Arcore conta 580 abitanti divisi tra il paese e le due frazioni riconosciute (Cascina del Bruno e Bernate, che subirà nei successivi due secoli un continuo passamano con il comune di Usmate Velate).

#### Il castello di Arcore
Alcune prove consentono di presupporre che il paese, un tempo, ebbe un proprio castello. Il primo documento che ne cita l'esistenza, la donazione di Ariprando e Gisla (oggi presente nell'Archivio Storico di Concorezzo), risalente al 1100, cita il lascito, da parte del nobile milanese Ariprando e della moglie Gisla di due abitazioni, la prima delle quali situata nei pressi del già citato castello. 
(notaio Ugo, Lascito di Ariprando e Gisla)

Un altro documento, risalente al XIII secolo, conservato nell'Archivio di Stato di Milano, conferma la presenza di un castrum in vico Arcole, documento citato nel XIX secolo dallo storico e paleografo Giovanni Maria Dozio in Notizie di Vimercate e la sua Pieve, nel quale egli afferma che 
(Giovanni Dozio, Notizie di Vimercate e la sua Pieve)
Nonostante ad oggi non sia rimasta alcuna traccia di questo castello, si può riscontrare, nelle mappe teresiane del 1722, l'indicazione dell'attuale via Monte Grappa come strada del Castello nonché, nella tradizione arcorese, l'abitudine di definire quella parte della città compresa tra via Abate d'Adda e via San Gregorio proprio zona del Castello.

### L'età contemporanea
In seguito all'annessione delle provincie lombarde, all'epoca austriache, al regno di Sardegna (e con la definitiva unificazione d'Italia), Arcore venne dotata di una nuova amministrazione, con un sindaco, una giunta e un consiglio comunale.
Nel 1869 alla cittadina, ancora di poche migliaia di abitanti, venne aggregata la frazione di Cassina Palazzina, staccatasi dal comune di Lesmo.
Da questo momento, Arcore ebbe una graduale crescita industriale coadiuvata dalla creazione stazione ferroviaria nel 1873 e della tranvia nel 1879, con l'insediamento di varie industrie, tra cui la famosa Gilera.
All'incremento industriale si accompagnò un robusto boom demografico che in poco meno di 100 anni portarono a quintuplicare il numero dei residenti arcoresi, cui si aggiunse la definitiva annessione della frazione di Bernate nel 1963.
Il 7 luglio 2001 la zona industriale del comune è stata colpita da un tornado di intensità F3 che ha causato decine di feriti tra i comuni di Arcore, Concorezzo e Vimercate e danni stimati di 400 miliardi di lire.

### Simboli
Lo stemma e il gonfalone sono stati concessi con decreto del presidente della Repubblica del 22 gennaio 1955.
La mitra abbaziale ricorda i tre monasteri esistenti un tempo sul territorio dell'attuale comune; l'arco romano è un'arma parlante che richiama il toponimo Arcore e le antiche origini del paese; la terza partizione riprende elementi del blasone della famiglia D'Adda (fasciato ondato d'argento e di nero; col capo cucito d'oro, all'aquila di nero, coronata del campo).
Il gonfalone è un drappo partito di rosso e di azzurro.

## Società
La popolazione di Arcore ha avuto un grande aumento demografico specialmente dopo il secondo dopoguerra, dai circa 5 000 paesani ai quasi 17 000 nel 2007. Nel 1963, ad incrementare ulteriormente la popolazione, venne annessa la frazione di Bernate, prima sotto la competenza di Usmate Velate.

### Demografia ed evoluzione demografica
L'origine dello stemma del Comune di Arcore si ispira senza dubbio a tre diverse finalità: evidenziare nell'emblema parte della sua storia, presentare una figura che richiami il suo nome, ricordare un'antica famiglia lombarda legata alla sua storia.
Per evidenziare la finalità storica, nella sezione più elevata dello stemma è stata inserita la figura della mitra, a ricordo di tre monasteri esistenti anticamente sul suo territorio. Per ricordare il nome del Comune, nella sezione centrale è stata inserita la figura dell'arco romano. Infine, nella sezione inferiore è stato inserito il fasciato contrinnestato di nero e d'argento, che costituisce l'elemento caratterizzante dello stemma della famiglia d'Adda.
Si osserva, peraltro, che attualmente il Comune di Arcore fa uso di uno stemma lievemente diverso da quello concessogli nel 1955. La differenza si riscontra nella terza sezione dell'emblema araldico: il fasciato contrinnestato di nero e d'argento è stato trasformato ora in un campo d'argento carico di una fascia contrinnestata di nero.

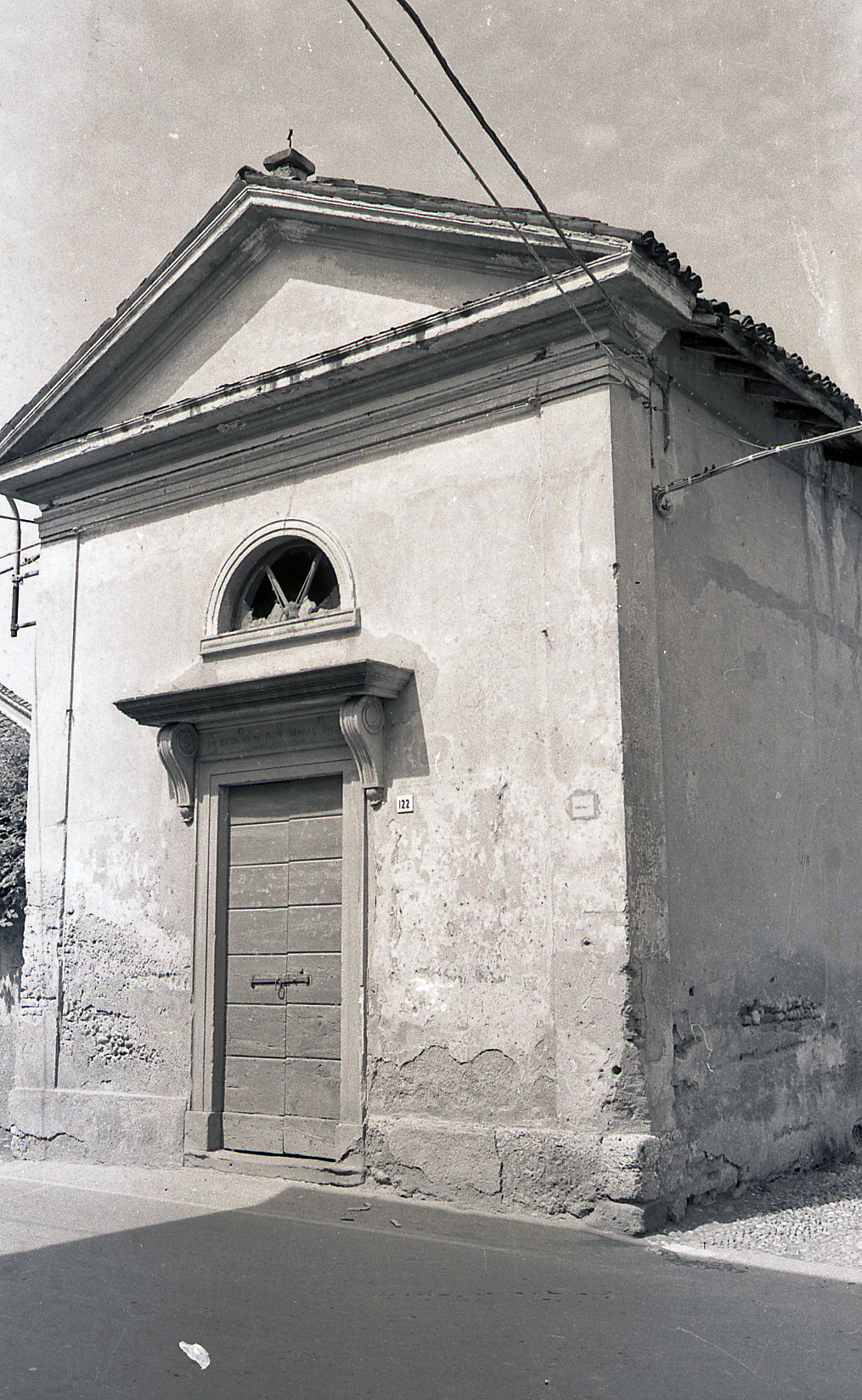
Oratorio della Madonna del Rosario, in Cascina del Bruno, secondo dopoguerra

Nella fascia di età da 0 a 14 anni vi sono 2 426 bambini e ragazzi (pari al 13,6%); i giovani dai 15 ai 25 anni sono 1 782 (pari al 9,9%); gli adulti dai 26 ai 64 anni sono 9 903 e rappresentano poco più della metà della popolazione (55,5%, di cui il 28,4% tra i 26 e i 45 anni e il 24,1% tra i 46 e i 64 anni); infine gli anziani con età superiore ai 65 anni sono 3 727 (pari al 20,9%). Di questi, quelli con età superiore ai 75 sono 1 594.
La popolazione femminile rappresenta il 51,5% del totale. I nuclei familiari sono 7 719 di cui ben il 31,4% costituite da un solo componente, poco meno del 30% da due componenti, il 20% da tre componenti.
- 580 nel 1751
- 1 223 nel 1771
- 1 107 nel 1805
- 1 219 nel 1809 dopo annessione di Bernate
- 2 193 nel 1811 dopo annessione di Lesmo
- 1 860 nel 1853
- 2 048 nel 1859
- 2 162 nel 1861

Abitanti censiti

### Etnie e minoranze straniere
Gli stranieri residenti nel comune sono 1 402, ovvero il 7,9% della popolazione. Di seguito sono riportati i gruppi più consistenti:
1. Romania, 252
2. Ucraina, 146
3. Marocco, 132
4. Ecuador, 105
5. Albania, 67
6. Perù, 62
7. Egitto, 42
8. Senegal, 40
9. Moldavia, 38
10. Brasile, 35

### Lingue e dialetti
Di pari passo con la lingua italiana, abbastanza diffuso è l'utilizzo — soprattutto nella fascia più matura dei cittadini arcoresi — del dialetto brianzolo, che, come la maggior parte dei dialetti d'Italia, è una lingua romanza (precisamente la lombarda) derivata dal latino con infiltrazioni anche di altri idiomi (spagnolo, francese, tedesco…). Attualmente, benché in lenta fase di regressione, è attualmente conosciuto e compreso dalla maggior parte della popolazione attiva.

### Istituzioni, enti e associazioni

#### Corpo musicale Città di Arcore
Fondata nel marzo del 1992 su iniziativa della sezione locale dell'Associazione nazionale carabinieri - Generale c.a. Dalla Chiesa, ad oggi è diretta dal maestro Pasquale Vaccarella. Collegata all'attività concertistica (in territorio comunale attiva durante le principali feste locali e nazionali), il corpo musicale ha anche attivato una scuola di musica. Attualmente, la sua sede è ubicata in via Belvedere, 22.

## Monumenti e luoghi d'interesse

### Architetture civili

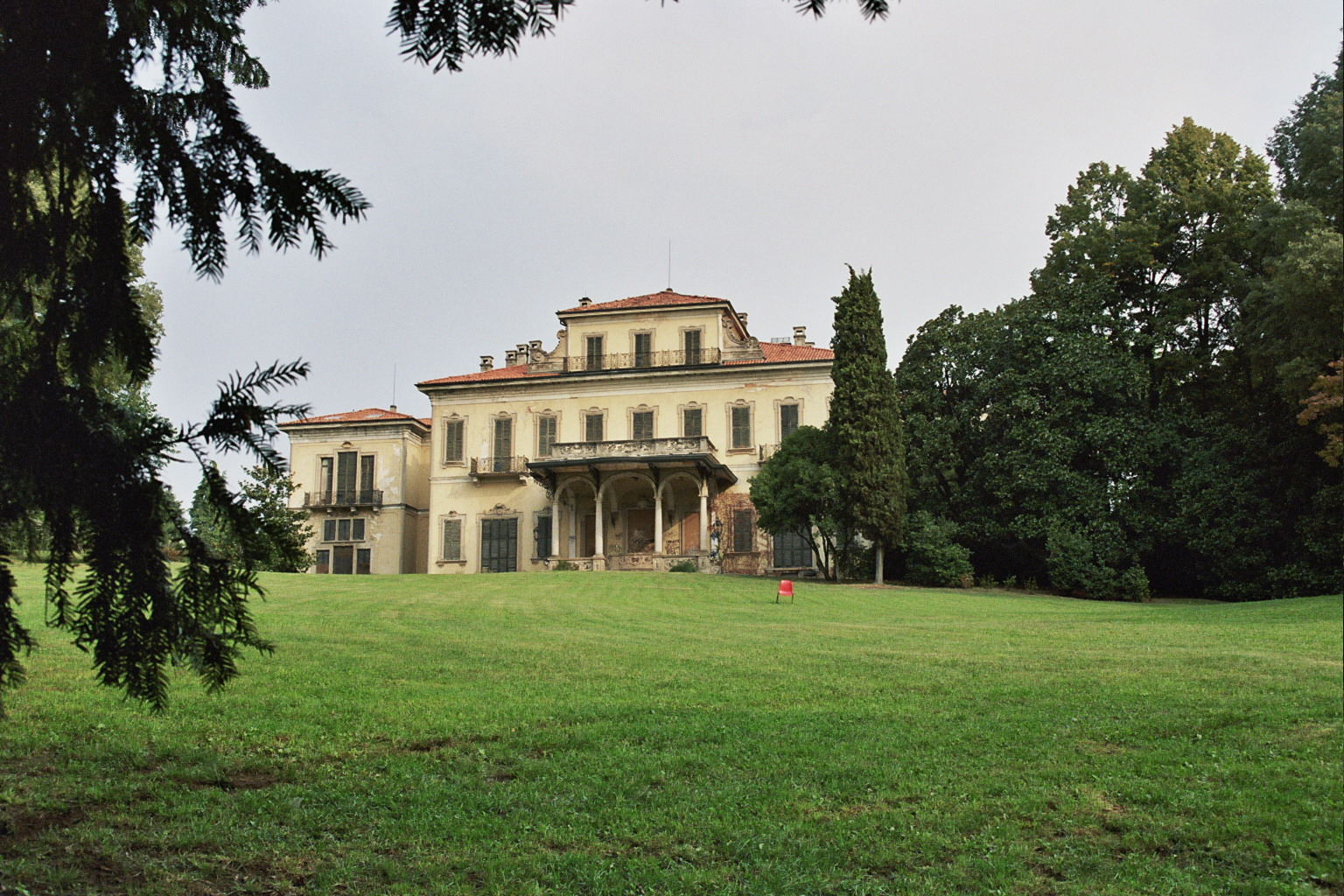
Villa Borromeo d'Adda 
Villa di delizia e complesso di edifici circondato da un parco, risalenti al XVII-XVIII secolo, aperto al pubblico e ospitante parzialmente (nella foresteria e nelle costruzioni adiacenti ed all'entrata del parco) la sede del Comune, mentre nelle Scuderie ha sede un distaccamento del Dipartimento di Restauro Accademia di belle arti di Brera di Milano.
L'attuale villa, vero e proprio simbolo della cittadina, è stata completamente ristrutturata dall'Amministrazione Comunale che ne è proprietaria, è in realtà un complesso di due differenti ville: la prima, risalente al milleseicento, e la seconda (detta la Montagnola) di un secolo circa posteriore, ad opera dell'abate Ferdinando D'Adda ed unite, a metà ottocento, dall'architetto Giuseppe Balzaretto, rivedendone le facciate in stile eclettico ed occupandosi anche della progettazione e realizzazione del parco di circa 30 ettari che circonda idealmente tutto il complesso.
Degni di nota anche l'edificio delle scuderie e, soprattutto, la cappella Vela, costruita ancora una volta su commissione dal Balzaretto per Isabella Isimbardi, moglie del marchese Giovanni D'Adda, con all'interno sculture in marmo di Vincenzo Vela (da cui prende il nome).

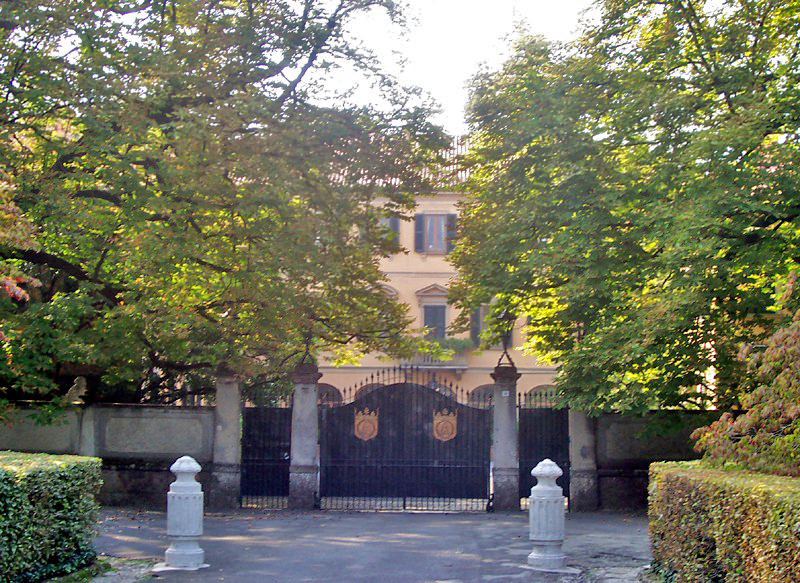
 Villa San Martino 
Già Casati-Stampa, completa di attiguo parco, risalente al XV secolo come monastero benedettino, venne acquistata e restaurata nel corso del XVIII secolo dai conti Giulini. L'edificio fu disposto o forse mantenuto dai Giulini nella tipica struttura a U aperta verso il paese. Durante queste opere di trasformazione fu impostato anche il grande viale d'accesso lungo un asse prospettico che, partendo dalla piazza antistante villa Borromeo, si spinge verso Ovest oltrepassando a cannocchiale l'edificio, nella sequenza corte d'onore, arco centrale del portico e apertura corrispondente nel salone; quindi attraversa il giardino e, infine, fiancheggiato da un lungo filare d'alti pioppi, si prolunga fino al Lambro, distante qualche chilometro.
Un impianto scenografico imponente, capace di far colloquiare l'edificio, il parco secolare e il verde agricolo circostante. L'asse prospettico all'ingresso, sebbene ora parzialmente interrotto visivamente da una macchia verde di alberi e arbusti e dal muro di cinta, è rimasto sostanzialmente integro nel corso del tempo. Dopo le trasformazioni compiute dai Giulini, la villa passò ai Casati nella prima metà dell'Ottocento a seguito del matrimonio di Anna Giulini Della Porta (1818-1883) con Camillo Casati (1805-1869) e, alla fine di quello stesso secolo, pervenne quindi al ramo dei Casati Stampa di Soncino. Il conte Alessandro Casati (1881-1955), che vi abitò sino alla propria morte, ne ingrandì la biblioteca e vi ospitò a più riprese l'amico Benedetto Croce. Alla dipartita del conte l'immobile passò a suo nipote, ovverosia il suo parente più prossimo, marchese Camillo Casati Stampa di Soncino (1927-1970). Questi risiedette saltuariamente nella villa. Suicidatosi il 30 agosto 1970 dopo avere assassinato la moglie Anna Fallarino e il di lei compagno Massimo Minorenti (Delitto Casati Stampa), la proprietà passò ad Anna Maria Casati Stampa di Soncino, nata a Roma il 22 maggio 1951, ossia alla figlia di primo letto (avuta con Letizia Izzo) del marchese. La giovane, all'epoca dei fatti delittuosi diciannovenne (e quindi secondo la legge di allora minorenne), venne affidata ad un tutore, nella persona di Giorgio Bergamasco. Pro-tutore venne nominato Cesare Previti.
Il 26 luglio 1972 Bergamasco venne nominato Ministro dei rapporti con il Parlamento nel secondo governo Andreotti; nel frattempo la Casati Stampa si era già emancipata dalla potestà giuridica tutoriale con il raggiungimento della maggiore età al compimento del ventunesimo anno avvenuto il 22 maggio 1972. Successivamente Anna Maria Casati Stampa, frattanto sposatasi con il conte Pierdonato Donà dalle Rose, si trasferì con il marito in Brasile e come suo legale in Italia venne da lei scelto il suo ex pro-tutore Cesare Previti. Poiché pressata da esigenze economiche e avendo ricevuto in eredità non solo i beni di famiglia ma anche i grandi sospesi del padre con il fisco, Anna Maria Casati Stampa di Soncino in Donà dalle Rose decise nel 1973 di porre in vendita la villa e di avvalersi del suo avvocato come mediatore, Cesare Previti. Nel 1974 venne infine venduta — ad un prezzo molto inferiore di quanto fosse stata valutata — all'imprenditore milanese e futuro Presidente del Consiglio Silvio Berlusconi, il suo proprietario fino alla sua morte nel giugno 2023.

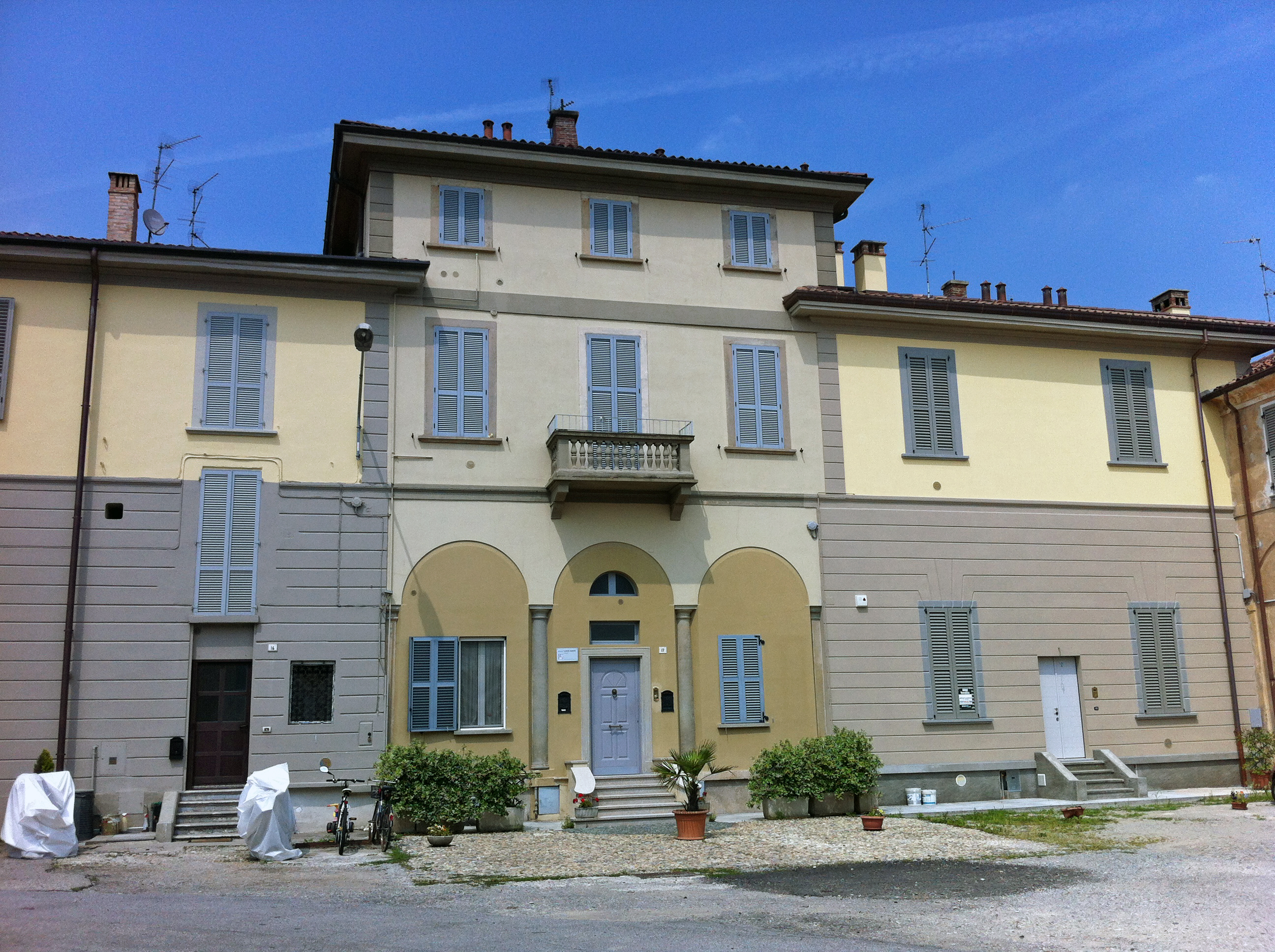
 Palazzo Durini 
Situato nella frazione di Bernate, venne costruito tra il XVI ed il XVII secolo dalla famiglia Durini per controllare le cinque corti rustiche della zona, già densamente popolata durante l'epoca medievale. L'edificio, costituito a pianta pseudo rettangolare, si affaccia sulla piazza conte Durini, ed è articolato da un corpo principale a tre livelli caratterizzato, al piano terra, da un portico a tre archi, e da due ali laterali, più basse e modeste.
Del complesso originario possono ancora essere ammirate le originarie colonne del portico d'ingresso, parzialmente murate nel perimetro dell'edificio, e, all'interno, le volte a botte del piano interrato e del piano terra nonché alcuni originali affreschi risalenti al XVI secolo.
Le facciate esterne risentono invece di restauri posteriori e sono databili al 1922, quando, alla morte del conte Carlo Durini, il palazzo venne venduto ad alcuni coloni affittuari che lo scorporarono in tre distinti edifici, che hanno così perso in gran parte la loro primigenia uniformità strutturale ed artistica.
 Villa Buttafava 
Costruita alla fine del XVIII secolo, si sviluppa su tre piani con l'aggiunta, posteriore, di due ali più basse ed allungate. Circondata da numerose cascine, presenta, oltre ad una folta macchia d'alto fusto circondata da un muro di cinta, una caratteristica torre belvedere probabilmente eretta in epoca più recente (intorno alla fine del XIX secolo). È attualmente adibita ad abitazione privata.
 Villa Vittadini La Cazzola 

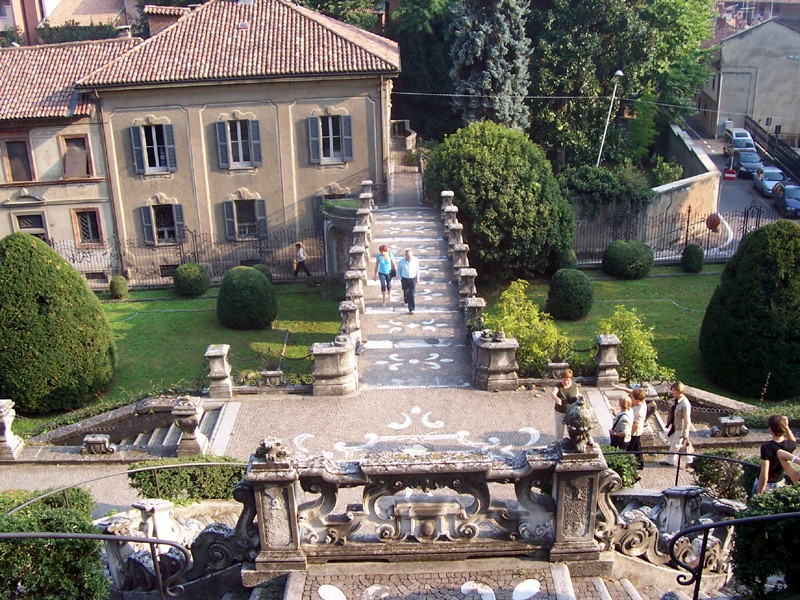
Il giardino all'italiana di Villa Ravizza

Casotto di caccia e villa privata cinque-seicentesca a pianta rettangolare, inserita in un parco di proprietà e costruita e progettata dall'architetto Pellegrino Tibaldi, è situata fuori dal centro abitato della città in direzione dei cosiddetti boschi di Arcore, nel nord-ovest del paese.
 Villa Ravizza 
Situata in Via Monte Grappa e risalente al XVIII secolo, presenta, cinto da cancellate in ferro battuto, un giardino - tra i più belli e suggestivi della Brianza, progettato dall'architetto Lodovico Barbiano di Belgiojoso - composto da una serie di terrazzamenti e di statue e piante pregiate, nonché un ponticello a più archi che lo collega alla villa di proprietà privata.
 Mulino Taboga 
Antico mulino da grano ad acqua, situato in via Molini di Mezzo, è costituito da un edificio di mattoni e travi di legno, sorretti da pilastri in muratura, su una pianta rettangolare. L'entrata, anticipata da un porticato, introduce ai locali interni del piano terra; il primo piano è invece raggiungibile tramite una scala esterna, in ferro battuto come le ringhiere dei balconi. Documenti circa la sua esistenza risalgono ai primi decenni del XVII secolo.
 Cascina Bice 
Cascina ottocentesca costituita da un ampio corpo centrale rettangolare affacciato su via Michelangelo Buonarroti, aperta nella parte centrale, rientrante, da un portico a quattro archi, a cui corrisponde al piano superiore un analogo loggiato, sostenuto da colonne.
 (ex) Palazzo del Municipio 
Situato in Via Umberto I, a breve distanza da Piazza della Chiesa, si presenta come unedificio a due piani, con una particolare pianta a T rovesciata, venne edificato tra la fine del XIX secolo e l'inizio del XX come nuova sede del municipio cittadino. Dopo il trasferimento, verso la metà degli anni sessanta, degli uffici comunali in una nuova palazzina in via Roma, il palazzo venne destinato prima come sede della biblioteca civica e successivamente, dagli anni ottanta, alla scuola statale Olivetti.

### Stazioni ferroviarie di Arcore
- Stazione di Arcore stazione ferroviaria posta sulla linea Lecco-Milano
- Stazione di Buttafava sulla linea Monza-Molteno, presso la località Buttafava

### Architetture industriali
Stabilimento Gilera 
Sorto per volere di Giuseppe Gilera nel 1916, esso fu dapprima ubicato presso alcuni capannoni dell'industria Bestetti, e solo successivamente nell'attuale sede in via Cesare Battisti; con la sua chiusura, nel 1993, ad oggi sopravvivono quelli che furono i locali amministrativi e gli uffici della casa motociclistica. Attualmente è in fase di progettazione la trasformazione di questi edifici, in tempi ancora da stabilire, in un complesso museale dedicato al mondo della Gilera.

### Architetture religiose
Cappella della peste 

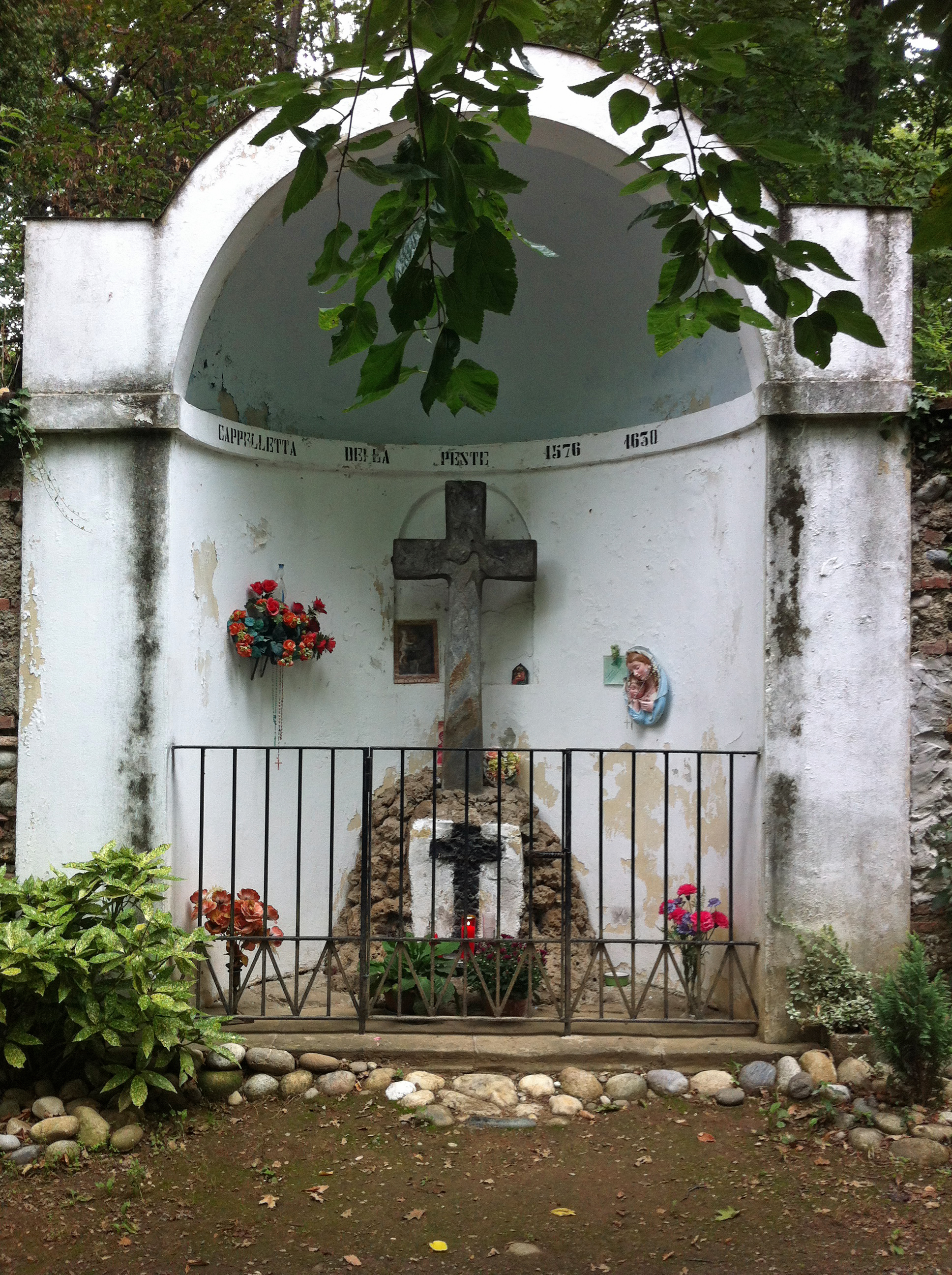
La cappella della peste

Piccola cappella aperta, situata all'interno del parco della villa Borromeo, edificata nel XVII secolo dopo la morìa di peste di San Carlo e quella del 1630 che colpì in particolar modo Milano ed il suo circondario.
La cappella, a cielo aperto e di ridotte dimensioni, è costruita attorno ad una croce di pietra, posta in quel luogo a commemorazione delle numerose vittime causate dalla peste, e si affaccia su un piccolo sentiero secondario, isolata dai normali itinerari.

Esternamente, una copertura emiciclica di rame è posta a protezione della volta esterna; internamente, la facciata è invece molto semplicemente intonacata di bianco, mentre la conca absidale è di un azzurro tenue. Tra di esse, su un bordo aggettante anch'esso bianco, è dipinta, a lettere maiuscole nere, questa frase: 
 Cappella Vela 
Costruita tra il 1850 ed il 1853 per volere di Giovanni D'Adda all'interno del complesso di Villa Borromeo, venne commissionata all'architetto Giuseppe Balzaretto (già chiamato alla creazione dell'attiguo parco) ed agli scultori ticinesi Lorenzo e Vincenzo Vela per contenere le spoglie di Maria Isimbardi (Milano, 1827 - Muggiò, 1849), sua moglie.
Il piccolo edificio, a pianta ottagonale, presenta un pavimento marmoreo a motivi geometrici complessi, da cui si innalzano le otto piccole absidi. La raffinatezza della cappella è impreziosita da alcune statue, anch'esse commissionate dal conte Giovanni, in marmo bianco sulle quali spicca, con estrema malinconia, quella della giovane Maria Isimbardi sul suo letto di morte.
Restaurata con l'acquisizione della Villa da parte del comune negli anni settanta del XX secolo, è mensilmente visitabile.

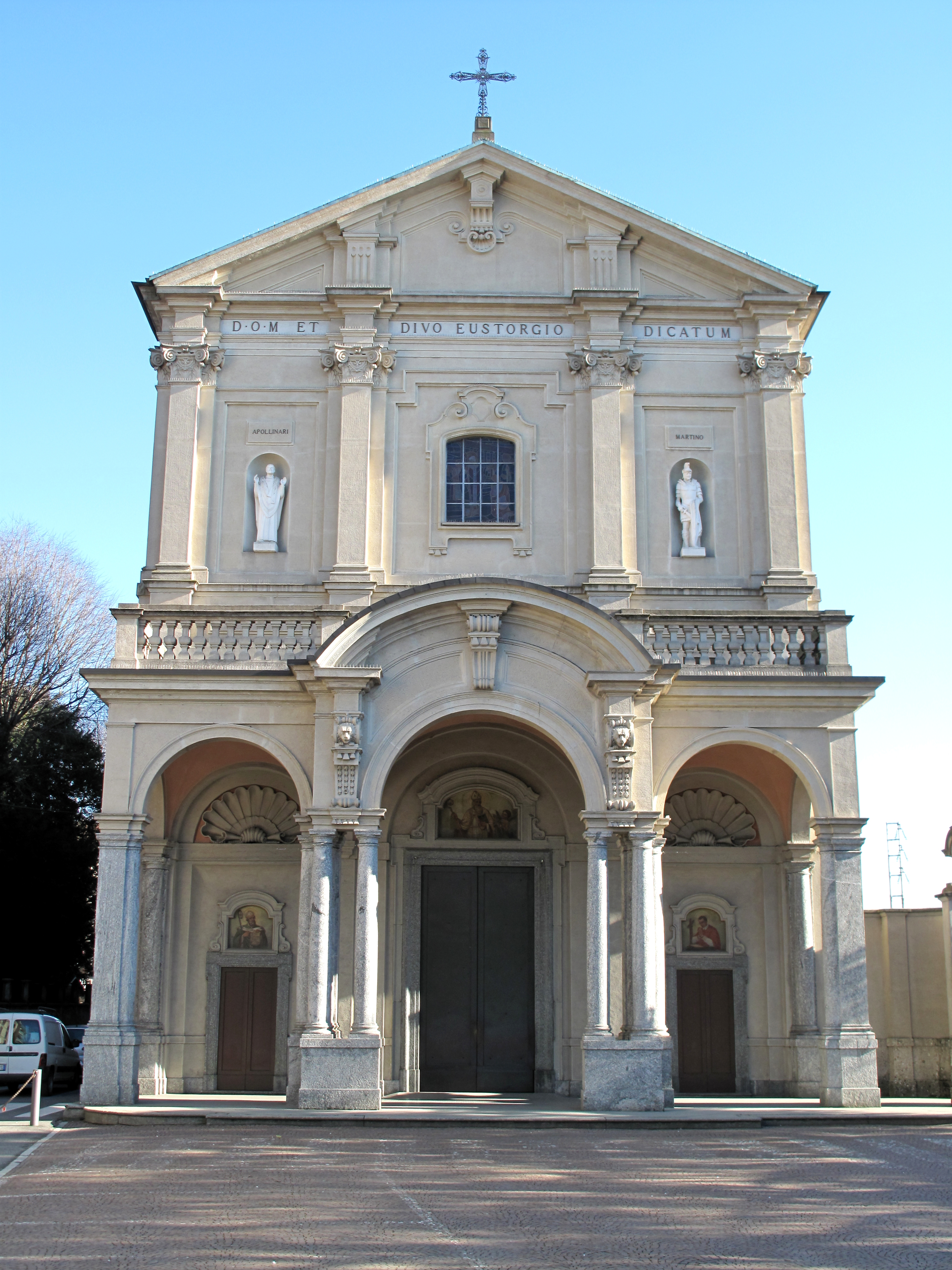
La chiesa di Sant'Eustorgio

 Chiesa Parrocchiale di Sant'Eustorgio 
Dedicata a Sant'Eustorgio da Milano, è la più importante e tra le più antiche della città, risalente al XIII secolo ma ingrandita e ammodernata in più fasi nel corso dei secoli successivi.
L'ultimo importante restauro venne avviato, con il benestare delle potenti famiglie locali (Durini e D'Adda in primis) nel 1759 e si concluse definitivamente soltanto nel 1891 con la sua consacrazione da parte del cardinale Agostino Gaetano Riboldi (sebbene i lavori esterni fossero già stati completati nel 1805).
Esternamente, la chiesa si presenta con una classica pianta a croce latina con i due bracci secondari adibiti a piccole cappelle. Il campanile è situato a sinistra dell'abside, defilato, mentre la facciata, grandiosa, a doppio ordine e preceduta da un pronao a tre luci (non molto dissimile da quella della vicina Lesmo) è invece la sezione più recente, edificata in epoca fascista tra il 1925 ed il 1926.
 Sant'Apollinare 

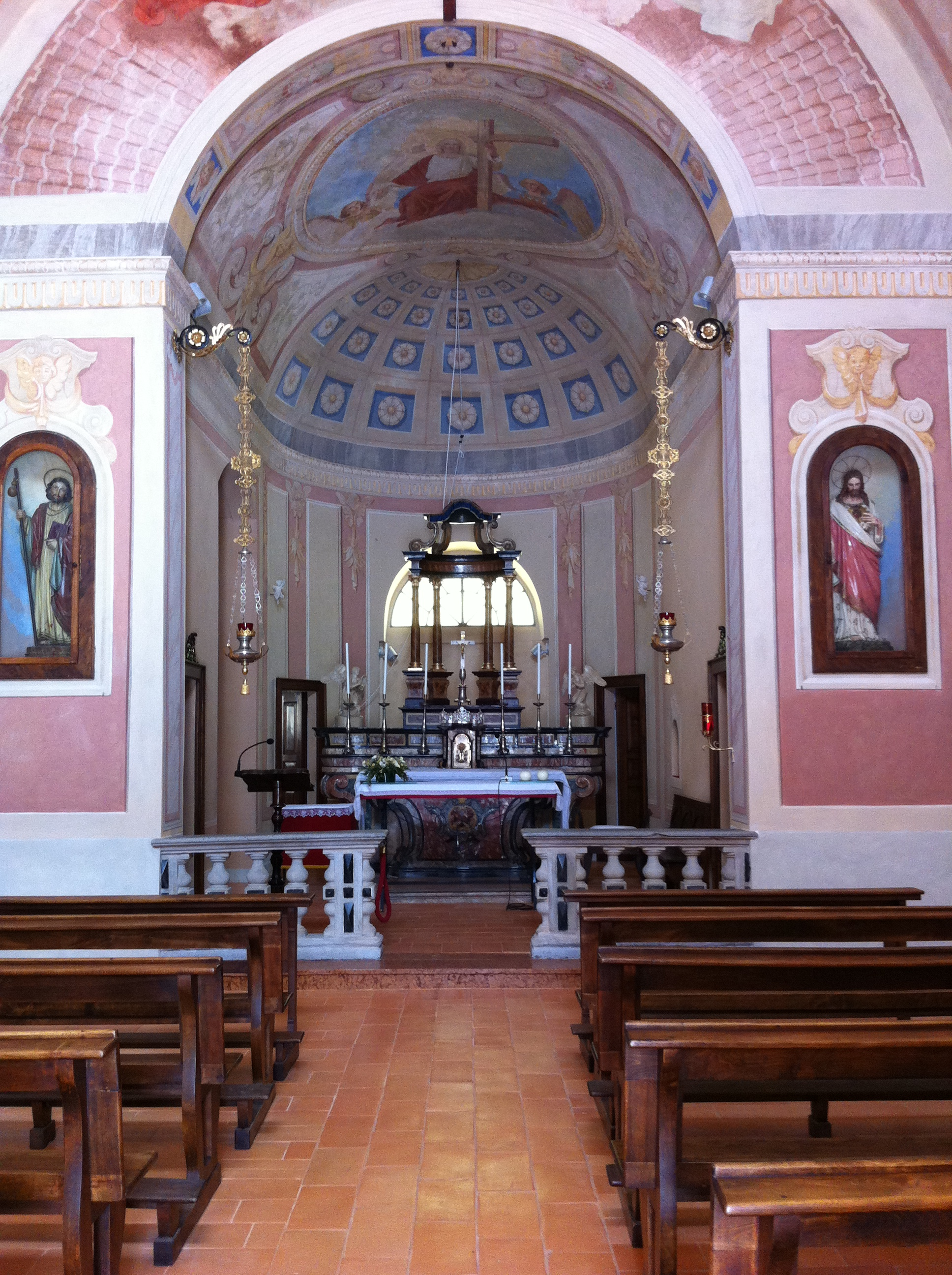
Chiesa di Santa Maria Nascente e di San Giacomo

Chiesa-Monastero alto medievale, situata nel nord-est della città, tra Arcore e la frazione Bernate, risalente al X secolo e dedicata a Sant'Apollinare abate di Montecassino.
Originariamente, il complesso era costruito in pietra arenaria (le pareti esterne ed interne e le volte) ed in cotto (il tetto ed i pavimenti). Dell'originaria struttura è però ad oggi rimasta inalterata solamente la piccola cappella, mentre gli edifici attigui, ricostruiti in epoca più recente, sorgono sui resti del precedente monastero benedettino.
Recentemente restaurato, ad oggi viene ancora fruito da una comunità di monaci e da un centro di accoglienza per anziani.
 Chiesa di Santa Maria Nascente e San Giacomo 
Chiesa parrocchiale della frazione di Bernate sita in piazza conte Durini e costruita come cappella privata tra i secoli XVI e XVIII, a pianta rettangolare e dotata di un piccolo campanile. L'attuale configurazione (lesene e timpano dentellato) è invece riconducibile agli inizi del XIX secolo.
Attualmente (primavera 2012) è in corso la ristrutturazione, ormai prossima alla conclusione, dell'edificio, compresi i ricchi affreschi delle volte e dell'abside, e della piazza circostante.
 Oratorio della Madonna del Rosario 
Dedicato alla Madonna del Rosario, sorge nella frazione Cascina del Bruno e si presenta come un piccolo edificio ad aula con un campanile a vela, di dimensioni piuttosto ridotte, tuttora funzionante. Esso è inglobato nel complesso di edifici della omonima cascina da cui prende nome la frazione.
 Altre chiese 
Tra le altre chiese di Arcore ricordiamo:
- la cappella di Villa Ravizza, situata nel margine sud-ovest del parco della villa;
- la chiesa dell'Immacolata, costruita nel 1895 in stile neogotico presso l'oratorio femminile;
- la chiesa parrocchiale di Santa Maria Nascente, in frazione Bernate;
- l'oratorio di San Vincenzo, in frazione La Ca', costruita nel XVIII secolo;
- la parrocchia della Regina del Santo Rosario.

Dal 29 maggio al 5 giugno 2016 la statua della Madonna pellegrina di Fatima è stata portata ad Arcore ed è rimasta nella chiesa di Sant'Eustorgio per una settimana.

## Cultura

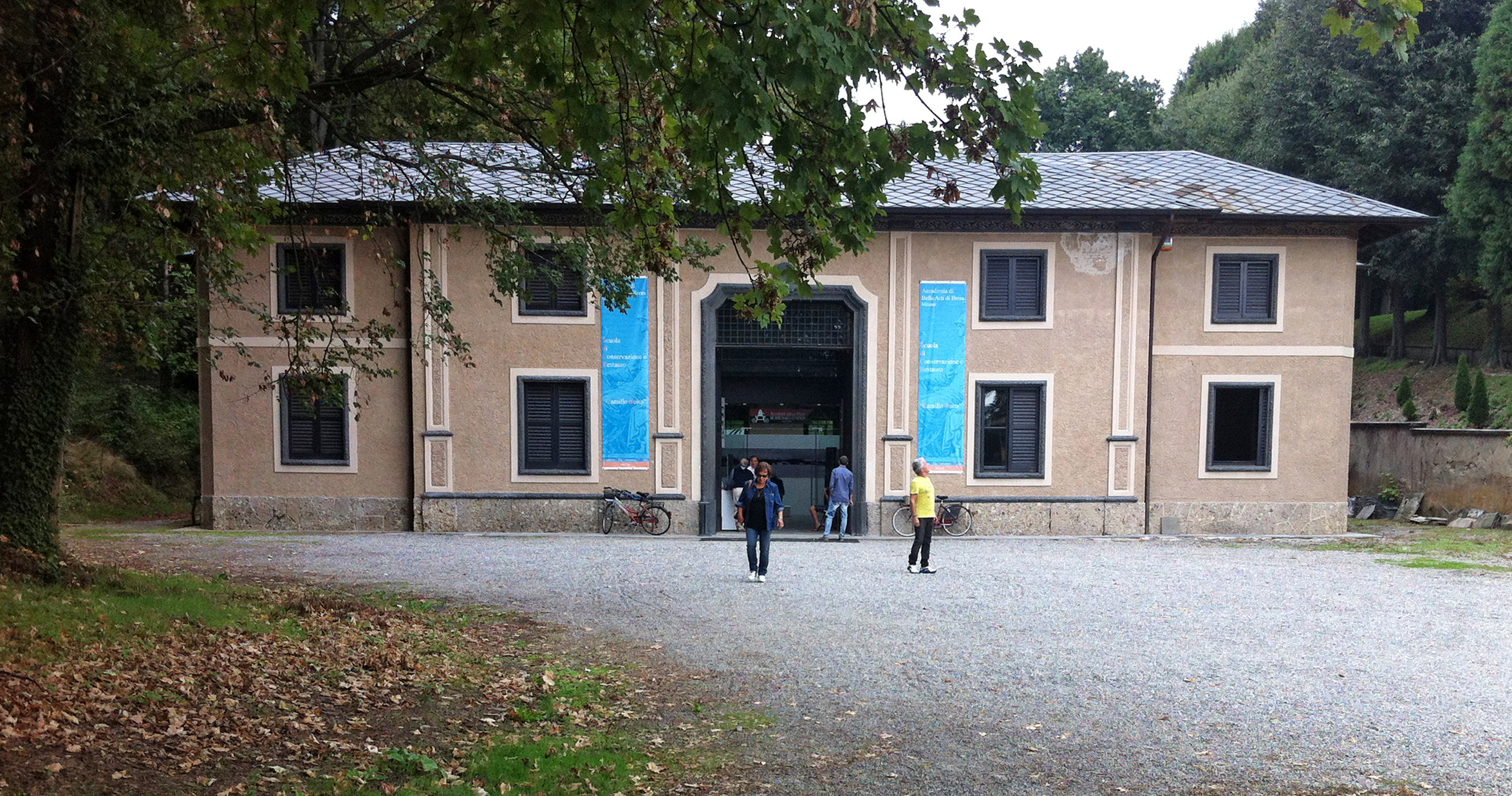
Scuderie della villa Borromeo, oggi sede della Scuola di conservazione e restauro Camillo Boito dell'Accademia delle Belle Arti di Brera

### Istruzione
I servizi per l'istruzione di base sono:
- 2 scuole materne pubbliche e 2 convenzionate;
- 3 scuole elementari pubbliche e 1 privata;
- 1 scuole medie inferiori pubbliche e 1 privata.

Per quanto riguarda l'istruzione secondaria nel territorio cittadino è presente un istituto superiore privato e un distaccamento del corso magistrale di restauro dell'Accademia di belle arti di Brera nelle Scuderie di Villa Borromeo.

#### Biblioteche
Arcore è dotato di una biblioteca pubblica, dedicata all'artista Nanni Valentini e situato in via Gorizia 20, che oltre a svolgere le sue naturali mansioni, promuove conferenze e corsi per ogni fascia d'età come, ad esempio, l'università della terza età.
Inoltre, il sistema bibliotecario arcorese rientra nel Sistema bibliotecario del Vimercatese, che comprende le biblioteche di Vimercate, Agrate Brianza, Aicurzio, Arcore, Basiano, Bellusco, Bernareggio, Burago di Molgora, Busnago, Cambiago, Camparada, Caponago, Carnate, Cavenago di Brianza, Concorezzo, Cornate d'Adda, Correzzana, Grezzago, Lesmo, Masate, Mezzago, Ornago, Pozzo d'Adda, Ronco Briantino, Sulbiate, Trezzano Rosa, Trezzo sull'Adda, Usmate Velate, Vaprio d'Adda, per un bacino d'utenza complessivo di circa 190 000 abitanti.

### Feste e ricorrenze

#### Arcore Street Festival
Evento artistico-culturale - nato nel 2003 - nel corso del quale si esibiscono artisti, musicisti, giocolieri e teatranti coinvolgendo tutto il centro storico cittadino, in particolar modo le vie Umberto I e Gorizia. Organizzato ogni terza domenica di giugno dal progetto Piano Locale Giovani delle politiche giovanili del territorio e dal comune di Arcore.

#### Cioccoarcore
Il cosiddetto Tour del Cioccolato, con decine di stand dei migliori artisti italiani del cioccolato, promosso dall'assessorato al commercio e dalla Pro Loco di Arcore, viene tenuto annualmente nella piazza del mercato comunale (via Pertini), durante i primi mesi dell'anno senza seguire una data precisa.

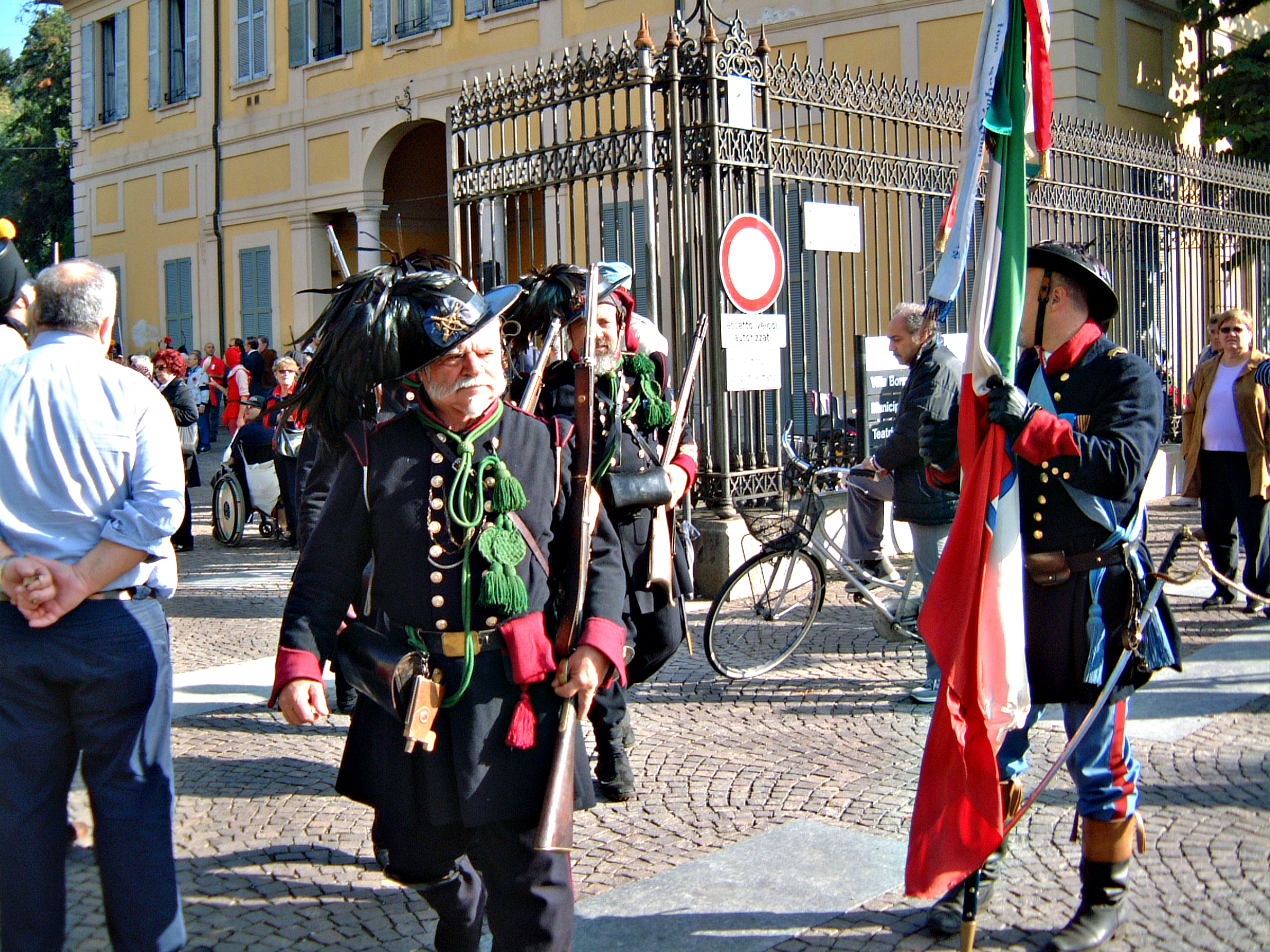
Edizione 2010 della fiera cittadina

#### Festa della Regina del Rosario
La prima domenica di ottobre la comunità parrocchiale della Regina del Rosario celebra la sua festa patronale. Da tempo memorabile questa è la seconda festa patronale di Arcore.

#### La Fiera di Sant'Eustorgio
L'evento sociale più importante del paese, tenuto il lunedì della terza settimana di settembre, in prossimità della festa padronale, durante il quale si può assistere alla tradizionale sfilata dei carri rionali, all'esibizione della banda cittadina, rivisitazioni storiche, giochi (palio dei Rioni in primis) nonché altre iniziative che coinvolgono l'intera cittadinanza.

#### Il palio dei Rioni
Creata su ispirazione degli antichi palii medievali ma caratterizzata da prove di abilità più semplici e paesane (come, ad esempio, il palo della cuccagna), vede la partecipazione di quattro compagini: Bernate e boschi, La Ca, Cascina del Bruno e Arcore nord/sud (prima separate).
La prima edizione del Palio di Sant'Eustorgio si è disputata in Villa Borromeo d'Adda nel settembre del 2007 ed è stata vinta dalla squadra della frazione di Arcore Nord. Nel settembre del 2008, sempre in concomitanza con la Fiera di Sant'Eustorgio, è stata invece la squadra della frazione di Bernate ad aggiudicarsi il Palio, così come nelle edizioni 2009, 2010 e 2011. Nel 2012 infine, il titolo è stato vinto dalla frazione della Ca'.

#### VolontariAMO
La Fiera della solidarietà e degli stili di vita, considerata la vetrina ufficiale del mondo del volontariato in Brianza, si tiene la prima domenica di ottobre e vede la partecipazione di decine di stand di enti no profit, allestiti nel centro cittadino, tra via Roma e via Umberto I.

### Cucina
La cucina arcorese è quella tipica della regione brianzola, ed è ampiamente influenzata da quella monzese e lombarda, nonché dalla tradizione contadina della città (basti pensare che fino agli inizi del Novecento Arcore era un paese rurale). La carne di maiale è la più utilizzata, e da essa ne derivano i principali prodotti gastronomici che rendono famosa la Brianza: salumi, cotechini vaniglia, luganega sono solo alcuni esempi.
Tra i piatti più noti, la Cassœula, la torta paesana (cucinata soprattutto durante la festa padronale di Sant'Eustorgio), la busèca, la polenta ùncia ed il risotto.

## Geografia antropica

### Frazioni
Secondo lo Statuto comunale le frazioni di Arcore sono quattro:
- Bernate, la più popolosa, confinante con il comune di Usmate Velate;
- Cascina del Bruno, a sud-est del comune, confinante con Oreno di Vimercate e Villasanta;
- Ca', confinante a nord con Peregallo, a sua volta frazione di Lesmo;
- Ca' Bianca, scarsamente abitata, posta a sud di Ca' ed a nord di Villasanta.

## Economia

### Industrie

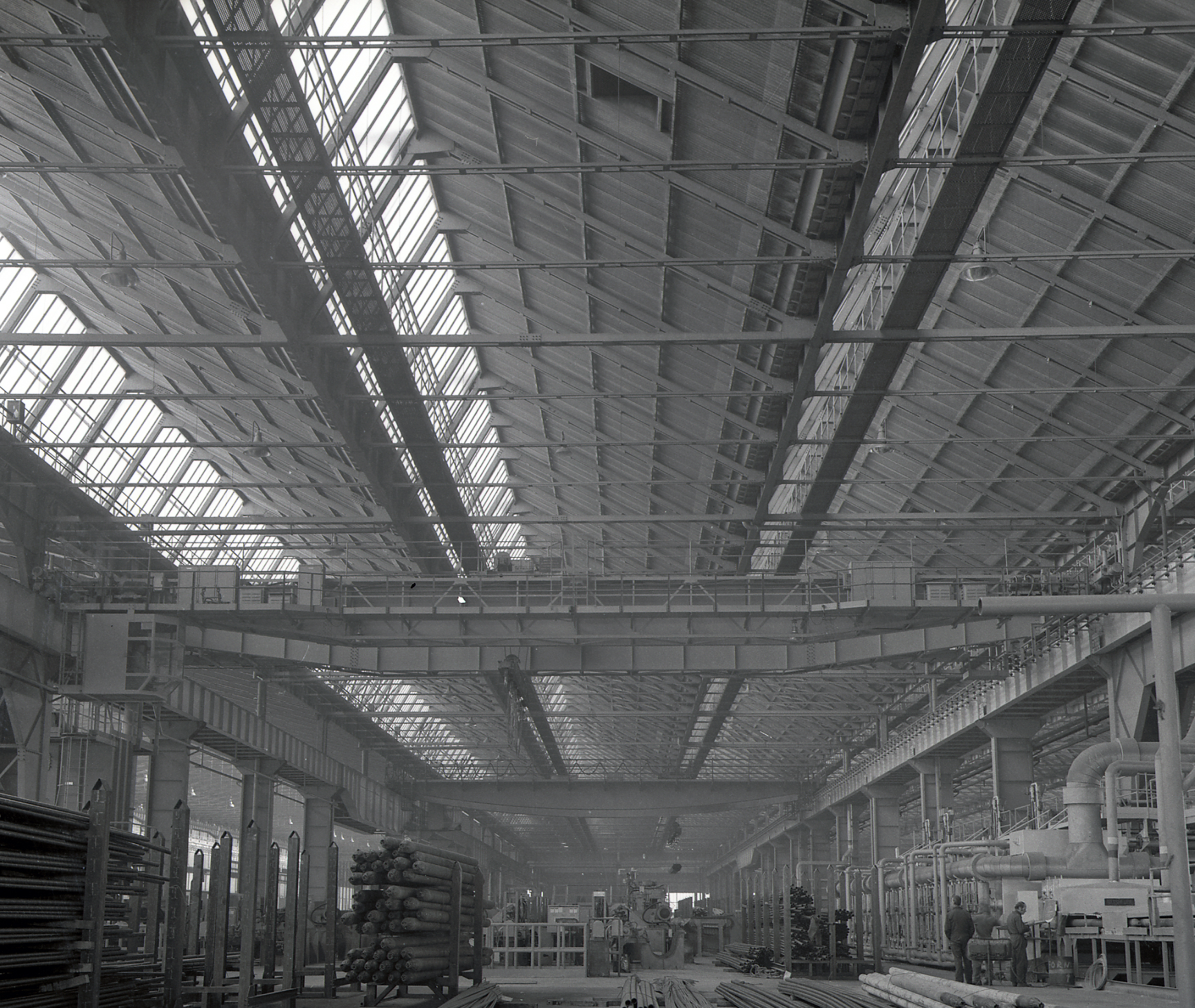
Acciaierie Falck alla fine degli anni 1960

Lo sviluppo industriale arcorese nasce, molto probabilmente, in concomitanza con la costruzione, negli anni settanta del XIX secolo, della stazione ferroviaria sulla linea Lecco-Milano. Già a fine secolo sorgono le prime attività nel ramo meccanico (Morandi), saponifico, tessile (Monti e Martini) e di carpenteria (Zerboni).
Nel 1909 nasce l'azienda motociclistica Gilera, marchio che in pochi anni diverrà uno dei più noti in Europa e nel mondo, e, negli stessi anni, accanto allo stabilimento Zerboni (che poi diverrà Falck) prende piede la ditta Carlo Bestetti, un aeroporto per aerei da guerra e piccoli aerei commerciali, distrutto dai partigiani nel 1945.
Infine, nell'immediato dopoguerra, Giuseppe Perego, da responsabile carpentiere Falck fonda, nel 1949 la Peg Pérego, oggi produttrice ed esportatrice a livello internazionale di passeggini ed accessori d'infanzia.
Ad Arcore è inoltre presente anche un impianto della Tenaris Dalmine, la sede italiana della Borg Warner Morse Tec ed in forte sviluppo è l'impresa del settore terziario.

## Infrastrutture e trasporti

### Trasporto pubblico
Il territorio di Arcore è servito dal trasporto pubblico tramite due stazioni ferroviarie poste su due distinte ferrovie (Stazione di Arcore, posta sulla ferrovia Monza-Lecco, e fermata di Buttafava, lungo la ferrovia Monza-Molteno-Lecco), nonché da linee automobilistiche (principalmente da e per Monza, Oggiono, Vimercate).
Fra il 1880 e il 1915 la località era altresì servita dalla dismessa tranvia Monza-Barzanò-Oggiono, successivamente sostituita da linea automobilistica.

## Amministrazione
| Periodo | Periodo  | Primo cittadino     | Partito                                    | Carica            | Note |
| ------- | -------- | ------------------- | ------------------------------------------ | ----------------- | ---- |
| 1860    | 1865     | Cristoforo Vismara  |                                            | Sindaco           |      |
| 1865    | 1902     | Cesare Tomaselli    |                                            | Sindaco           |      |
| 1902    | 1917     | Luigi Santambrogio  |                                            | Sindaco           |      |
| 1917    | 1920     | Guido Rapazzini     |                                            | Sindaco           |      |
| 1921    | 1924     | Camillo Redaelli    |                                            | Sindaco           |      |
| 1924    | 1926     | Emilio Pio Marchini |                                            | Comm. prefettizio |      |
| 1926    | 1928     | Ezio Locatelli      | regime fascista                            | Podestà           |      |
| 1928    | 1929     | Guido Bestetti      |                                            | Comm. prefettizio |      |
| 1929    | 1942     | Guido Bestetti      | regime fascista                            | Podestà           |      |
| 1943    | 1945     | Adriano Mignanego   |                                            | Comm. prefettizio |      |
| 1945    | 1946     | Filippo Tadini      |                                            | Sindaco           |      |
| 1946    | 1951     | Mansueto Ravizza    |                                            | Sindaco           |      |
| 1951    | 1954     | Guido Bestetti      |                                            | Sindaco           |      |
| 1954    | 1964     | Natale Penati       |                                            | Sindaco           |      |
| 1964    | 1966     | Renato Teruzzi      | Democrazia Cristiana                       | Sindaco           |      |
| 1966    | 1975     | Fulvio Ferrario     | Democrazia Cristiana                       | Sindaco           |      |
| 1975    | 1980     | Giuseppe Pantò      | Partito Socialista Italiano                | Sindaco           |      |
| 1980    | 1987     | Roberto Mandelli    | Partito Socialista Italiano                | Sindaco           |      |
| 1987    | 1990     | Roberto Bertolotti  | Partito Socialista Italiano                | Sindaco           |      |
| 1990    | 1993     | Giorgio Casiraghi   | Partito Socialista Italiano                | Sindaco           |      |
| 1993    | 1993     | Rosalba Scialla     | nessuno                                    | Comm. prefettizio |      |
| 1993    | 1997     | Enrico Perego       | Lega Nord                                  | Sindaco           |      |
| 1997    | 2005     | Antonio Nava        | L'Ulivo                                    | Sindaco           |      |
| 2005    | 2006     | Anna Pavone         | nessuno                                    | Comm. prefettizio |      |
| 2006    | 2011     | Marco Rocchini      | Forza Italia/Il Popolo della Libertà       | Sindaco           |      |
| 2011    | 2021     | Rosalba Colombo     | Partito Democratico                        | Sindaco           |      |
| 2021    | in corso | Maurizio Bono       | Forza Italia, Fratelli d'Italia, Lega Nord | Sindaco           |      |

### Gemellaggi
- Corinaldo: per il S. ten. Alfonso Casati, Medaglia d'Oro al Valor Militare alla memoria.

## Sport

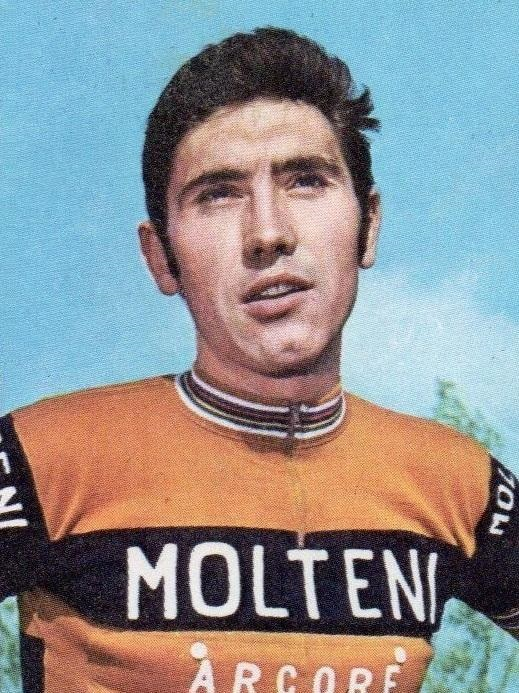
Eddy Merckx con la maglia Molteni (1971)

La società di pallavolo, Pallavolo Casati milita nella serie D.
Ha sede nel comune la società di ginnastica, U.S. Casati Ginnastica Arcore.
La squadra di pallacanestro Basket Casati Arcore, disputa la serie D
La U.S. A. Casati Calcio Arcore, ha disputato campionati dilettantistici regionali.
Nel 1976 l'ultima tappa del Giro d'Italia, fu divisa in due semitappe la prima delle quali, a cronometro individuale, si disputò con partenza e arrivo ad Arcore.
La Molteni Arcore è stata una squadra maschile di ciclismo su strada italiana, attiva tra i professionisti dal 1958 al 1976. Con la Molteni, tra il 1971 e il 1976, gareggiò Eddy Merckx, il corridore più vincente della storia del ciclismo.

### Impianti sportivi
Il centro sportivo cittadino principale si trova in via San Martino e comprende piscine coperte e scoperte, due campi da calcio, una palestra ed una pista di pattinaggio.
È inoltre presente il Palazzetto dello sport PalaUnimec.